# Gai (cây)
Cây gai hay cây lá gai, cây tầm gai (danh pháp hai phần: Boehmeria nivea) là loài thực vật có hoa thuộc họ Gai (Urticaceae), là loài bản địa của Đông Á. Cây cao 1–2,5 m, lá hình tim, dài 7–15 cm và rộng 6–12 cm.
Cây gai là một nguồn nguyên liệu lấy sợi từ xa xưa tại nhiều vùng thuộc châu Á. Tại Việt Nam, người Kinh chủ yếu lấy lá cây dùng làm bánh gai, bánh ít.

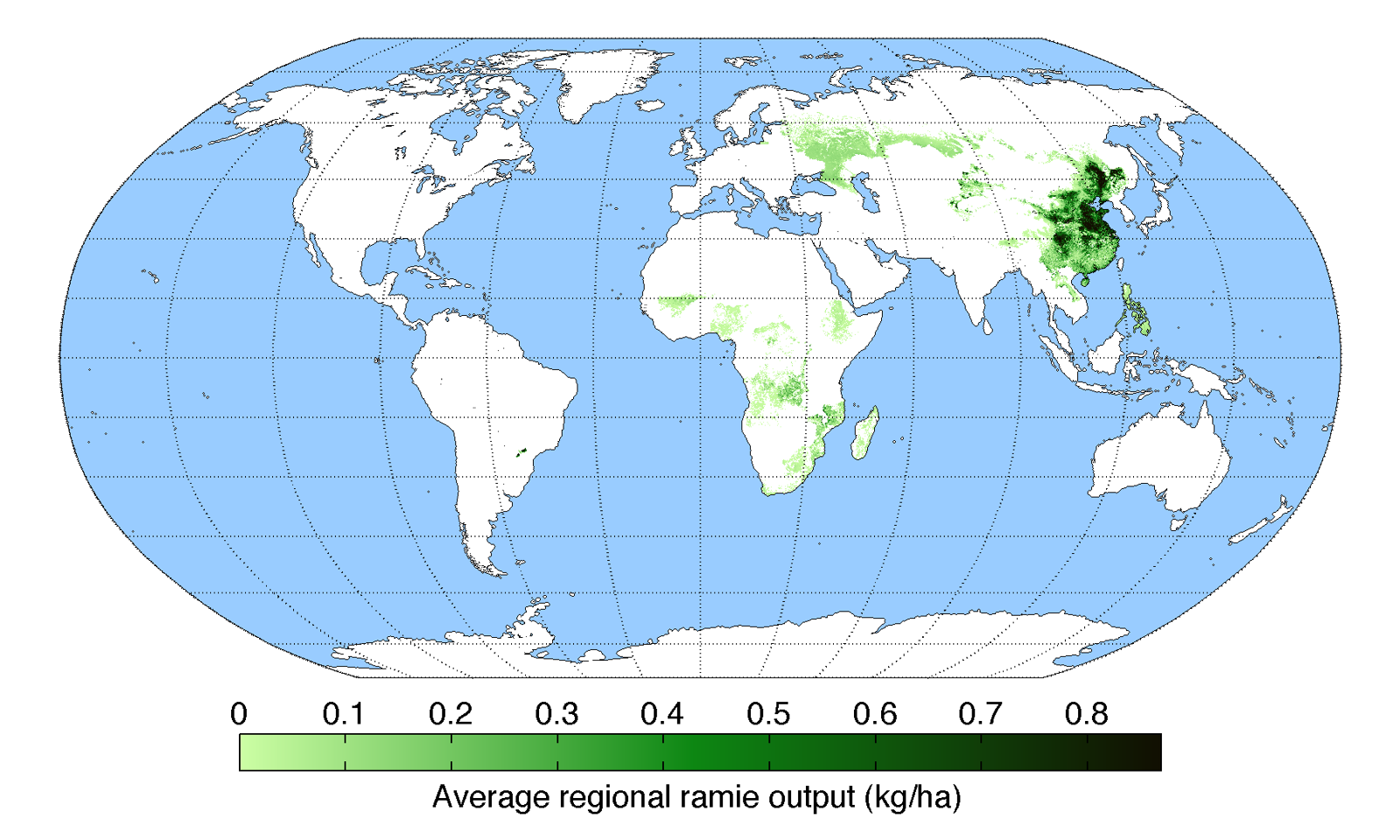
Phân bố cây gai (trồng) trên thế giới

Tính chất hóa - lý của cây gai như sau:
| Tính chất hóa - lý của sợi gai | Tính chất hóa - lý của sợi gai | Tính chất hóa - lý của sợi gai | Tính chất hóa - lý của sợi gai | Tính chất hóa - lý của sợi gai | Tính chất hóa - lý của sợi gai | Tính chất hóa - lý của sợi gai | Tính chất hóa - lý của sợi gai |
| Xeluloza (wt%)                 | Lignin (wt%)                   | Hemixeluloza (wt%)             | Pectin (wt%)                   | Sáp (wt%)                      | Microfibrillar angle (°)       | Độ ẩm (wt%)                    | Tỉ trọng (mg/m³)               |
| ------------------------------ | ------------------------------ | ------------------------------ | ------------------------------ | ------------------------------ | ------------------------------ | ------------------------------ | ------------------------------ |
| 68,6 - 76,2                    | 0,6 - 0,7                      | 13,1 - 16,7                    | 1,9                            | 0,3                            | 7,5                            | 8,0                            | 1,50                           |
| Nguồn:                         |                                |                                |                                |                                |                                |                                |                                |

| Tính chất cơ học của sợi gai dạng thô | Tính chất cơ học của sợi gai dạng thô | Tính chất cơ học của sợi gai dạng thô | Tính chất cơ học của sợi gai dạng thô |
| Đường kính sợi(mm)                    | Lượng làm đứt sợi (N)                 | Sức căng (MPa)                        | Fracture strain (%)                   |
| ------------------------------------- | ------------------------------------- | ------------------------------------- | ------------------------------------- |
| 0,034                                 | 0,467                                 | 560                                   | 0,025                                 |
| Nguồn:                                |                                       |                                       |                                       |